# Kraftwerk Sagunto
Das Kraftwerk Sagunto (spanisch Central térmica de Sagunto) ist ein Gas-und-Dampf-Kombikraftwerk im Hafen von Sagunt, Provinz Valencia, Spanien. Die installierte Leistung des Kraftwerks beträgt 1200 (bzw. 1212) MW. Es ist im Besitz von Naturgy und wird auch von Naturgy betrieben. Das Kraftwerk ging 2007 in Betrieb.
Das Kraftwerk dient zur Abdeckung der Grund- und Mittellast. Im Jahr 2018 wurden 2,6 Mrd. kWh produziert. Der erzeugte Strom wird über eine 400-kV-Leitung zum Umspannwerk in Morvedre abgeführt. Die Kosten für die Errichtung des Kraftwerks werden mit 478 (bzw. 500) Mio. € angegeben.

## Kraftwerksblöcke
Das Kraftwerk besteht aus drei Blöcken, die 2007 in Betrieb gingen. Die folgende Tabelle gibt einen Überblick:
| Block | Einheit | Max. Leistung (MW) | Betriebsbeginn | Turbine | Generator | Dampfkessel | Status |
| ----- | ------- | ------------------ | -------------- | ------- | --------- | ----------- | ------ |
| 1     | 1       | 270                | 2007           | Siemens | Siemens   | Doosan      |        |
| 1     | 2       | 134,2              | 2007           | Siemens | Siemens   |             |        |
| 2     | 1       | 270                | 2007           | Siemens | Siemens   | Doosan      |        |
| 2     | 2       | 134,2              | 2007           | Siemens | Siemens   |             |        |
| 3     | 1       | 270                | 2007           | Siemens | Siemens   | Doosan      |        |
| 3     | 2       | 134,2              | 2007           | Siemens | Siemens   |             |        |